# Offenbacher Fußball-Club Kickers 1901 2008-2009
Questa voce raccoglie le informazioni riguardanti l'Offenbacher Fußball-Club Kickers 1901 nelle competizioni ufficiali della stagione 2008-2009.

## Stagione
Nella stagione 2008-2009 il Kickers Offenbach, allenato da Hans-Jürgen Boysen, concluse il campionato di 3. Liga al 7º posto. In Coppa di Germania il Kickers Offenbach fu eliminato al secondo turno dal Karlsruhe.

## Rosa
| N. |                      | Ruolo | Calciatore           |
| -- | -------------------- | ----- | -------------------- |
| 1  | Germania (bandiera)  | P     | Daniel Endres        |
| 2  | Germania (bandiera)  | D     | Alexander Huber      |
| 3  | Germania (bandiera)  | D     | Daniel Goldschmitt   |
| 4  | Germania (bandiera)  | C     | Dennis Malura        |
| 5  | Germania (bandiera)  | D     | Maik Schutzbach      |
| 6  | Rep. Ceca (bandiera) | D     | Martin Hyský         |
| 7  | Germania (bandiera)  | C     | Tufan Tosunoğlu      |
| 8  | Germania (bandiera)  | C     | Daniel Damm          |
| 9  | Germania (bandiera)  | A     | Matthias Morys       |
| 10 | Germania (bandiera)  | C     | Benjamin Baier       |
| 11 | Germania (bandiera)  | C     | Christian Fröhlich   |
| 13 | Germania (bandiera)  | D     | Marc Heitmeier       |
| 14 | Germania (bandiera)  | D     | Michael Kokocinski   |
| 15 | Germania (bandiera)  | C     | Christian Pospischil |

| N. |                     | Ruolo | Calciatore         |
| -- | ------------------- | ----- | ------------------ |
| 16 | Germania (bandiera) | C     | Sebastian Rode     |
| 17 | Germania (bandiera) | C     | Stefan Zinnow      |
| 18 | Germania (bandiera) | C     | Steffen Haas       |
| 20 | Germania (bandiera) | A     | Mirnes Mesic       |
| 21 | Germania (bandiera) | D     | Nassim Banouas     |
| 22 | Turchia (bandiera)  | A     | Uğur Albayrak      |
| 23 | Germania (bandiera) | C     | Sebastian Becker   |
| 24 | Germania (bandiera) | A     | Kim-Pascal Boysen  |
| 28 | Germania (bandiera) | P     | Robert Wulnikowski |
| 30 | Germania (bandiera) | D     | Fouad Brighache    |
| 31 | Germania (bandiera) | D     | Mounir Chaftar     |
| 33 | Turchia (bandiera)  | A     | Suat Türker        |
|    | Germania (bandiera) | P     | Thomas Wiener      |
|    | Germania (bandiera) | C     | Gökhan Impis       |

## Organigramma societario
Area tecnica
- Allenatore: Hans-Jürgen Boysen
- Allenatore in seconda:
- Preparatore dei portieri: René Keffel
- Preparatori atletici:

## Calciomercato

### Sessione estiva
| Acquisti | Acquisti             | Acquisti         | Acquisti |
| R.       | Nome                 | da               | Modalità |
| -------- | -------------------- | ---------------- | -------- |
| A        | Matthias Morys       | Stoccarda        |          |
| D        | Nassim Banouas       | Kaiserslautern   |          |
| C        | Sebastian Becker     | Augusta          |          |
| C        | Daniel Damm          | Wehen Wiesbaden  |          |
| C        | Christian Fröhlich   | Carl Zeiss Jena  |          |
| C        | Steffen Haas         | Hoffenheim       |          |
| D        | Marc Heitmeier       | SV Wilhelmshaven |          |
| D        | Alexander Huber      | Amburgo II       |          |
| C        | Gökhan Impis         | Saarbrücken      |          |
| D        | Michael Kokocinski   | Bayern Monaco II |          |
| C        | Dennis Malura        | Wuppertal        |          |
| A        | Mirnes Mesic         | Friburgo         |          |
| C        | Christian Pospischil | Siegen           |          |
| D        | Maik Schutzbach      | Friburgo         |          |
| C        | Tufan Tosunoğlu      | Duisburg         |          |
| P        | Thomas Wiener        | Elversberg       |          |
| P        | Robert Wulnikowski   | Siegen           |          |
| C        | Stefan Zinnow        | Elversberg       |          |

| Cessioni | Cessioni           | Cessioni           | Cessioni |
| R.       | Nome               | a                  | Modalità |
| -------- | ------------------ | ------------------ | -------- |
| C        | Maximilian Watzka  | Magdeburgo         |          |
| A        | Anastasios Agritis | Īraklīs            |          |
| A        | Aristide Bancé     | Magonza            |          |
| D        | Niko Bungert       | Magonza            |          |
| P        | César Thier        | Hoffenheim         |          |
| C        | Daniyel Cimen      | Erzgebirge Aue     |          |
| A        | Sean Dundee        | AmaZulu            |          |
| C        | Denis Epstein      | Īraklīs            |          |
| D        | Manuel Hornig      | Kaiserslautern II  |          |
| C        | Thorsten Judt      | Rot-Weiß Erfurt    |          |
| C        | Christian Müller   | Augusta            |          |
| D        | Bastian Pinske     | Rot-Weiß Erfurt    |          |
| C        | Ricardo Sousa      | Beira-Mar          |          |
| C        | Stephan Sieger     | Fortuna Düsseldorf |          |
| A        | Suat Türker        | Friburgo           |          |
| C        | Thomas Wörle       | Greuther Fürth     |          |

### Sessione invernale
| Acquisti | Acquisti       | Acquisti | Acquisti |
| R.       | Nome           | da       | Modalità |
| -------- | -------------- | -------- | -------- |
| D        | Mounir Chaftar | Duisburg |          |

| Cessioni | Cessioni | Cessioni | Cessioni |
| R.       | Nome     | a        | Modalità |
| -------- | -------- | -------- | -------- |

## Risultati

### 3. Liga

#### Girone di andata
| Arbitro: | Sippel |

|             |           |          |
| Hofmann 38’ | Marcatori | 63’ Haas |

| Arbitro: | Seemann |

|                    |           |  |
| Haas 12’ Baier 23’ | Marcatori |  |

| Arbitro: | Pflaum |

|           |           |                    |
| Mesic 81’ | Marcatori | 68’ Younga-Mouhani |

| Arbitro: | Wenkel |

|                               |           |               |
| Reichwein 36’ Rietpietsch 64’ | Marcatori | 77’ Tosunoğlu |

| Arbitro: | Metzen |

|                        |           |                |
| Haas 33’ Tosunoğlu 77’ | Marcatori | 58’, 89’ Dobrý |

| Arbitro: | Hartmann |

|                                                                 |           |  |
| Rodrigues 5’ (rig.) Danneberg 18’ von Walsleben-Schied 53’, 90’ | Marcatori |  |

| Arbitro: | Sippel |

|                             |           |            |
| Kokocinski 54’ Fröhlich 79’ | Marcatori | 34’ Hansen |

| Arbitro: | Steuer |

|          |           |               |
| Bohl 37’ | Marcatori | 78’ Tosunoğlu |

| Arbitro: | Leicher |

|            |           |  |
| Zinnow 53’ | Marcatori |  |

| Paderborn 18 ottobre 2008, ore 14:00 CEST 10ª giornata | Paderborn | 0 – 0 referto | Kickers Offenbach | paragon arena (7 621 spett.)\| Arbitro: \| Aytekin \| |
| Arbitro:                                               | Aytekin   |               |                   |                                                       |

| Arbitro: | Kuhl |

|                                    |           |  |
| Haas 49’ Zinnow 67’, 87’ Mesic 81’ | Marcatori |  |

| Arbitro: | Siebert |

|               |           |  |
| Jovanović 11’ | Marcatori |  |

| Arbitro: | Gorniak |

|                                |           |                 |
| Mesic 42’ Hyský 52’ Zinnow 68’ | Marcatori | 22’ (aut.) Haas |

| Arbitro: | Kampka |

|  |           |                         |
|  | Marcatori | 56’ Morys 83’ Tosunoğlu |

| Arbitro: | Fischer |

|               |           |             |
| Tosunoğlu 37’ | Marcatori | 80’ Zellner |

| Arbitro: | Zwayer |

|                          |           |               |
| Lukunku 44’ Agyemang 78’ | Marcatori | 47’ Tosunoğlu |

| Offenbach am Main 29 novembre 2008, ore 14:00 CET 17ª giornata | Kickers Offenbach | 0 – 0 referto | Rot-Weiß Erfurt | Stadion am Bieberer Berg (7 011 spett.)\| Arbitro: \| Schumacher \| |
| Arbitro:                                                       | Schumacher        |               |                 |                                                                     |

| Arbitro: | Hammer |

|          |           |              |
| Zedi 90’ | Marcatori | 83’ Albayrak |

| Arbitro: | Joerend |

|                         |           |  |
| Mesic 14’ Tosunoğlu 52’ | Marcatori |  |

#### Girone di ritorno
| Arbitro: | Trautmann |

|                |           |  |
| Morys 17’, 56’ | Marcatori |  |

| Burghausen 10 marzo 2009, ore 19:00 CET 21ª giornata | Wacker Burghausen | 0 – 0 referto | Kickers Offenbach | Wacker-Arena (2 100 spett.)\| Arbitro: \| Schempershauwe \| |
| Arbitro:                                             | Schempershauwe    |               |                   |                                                             |

| Arbitro: | Ittrich |

|               |           |  |
| Benyamina 23’ | Marcatori |  |

| Arbitro: | Steinberg |

|            |           |                      |
| Zinnow 27’ | Marcatori | 25’ Damm 81’ Fischer |

| Arbitro: | Kempter |

|           |           |               |
| Kegel 54’ | Marcatori | 49’ Tosunoğlu |

| Arbitro: | Wenkel |

|                              |           |  |
| Pospischil 29’ Tosunoğlu 70’ | Marcatori |  |

| Arbitro: | Kampka |

|  |           |                       |
|  | Marcatori | 45’ Türker 78’ Zinnow |

| Arbitro: | Trautmann |

|                 |           |             |
| Zinnow 41’, 62’ | Marcatori | 88’ Nagorny |

| Arbitro: | Schumacher |

|                                     |           |           |
| Oehrl 22’ Feldhahn 69’ Andersen 79’ | Marcatori | 53’ Morys |

| Offenbach am Main 1º aprile 2009, ore 18:30 CEST 29ª giornata | Kickers Offenbach | 0 – 0 referto | Paderborn | Stadion am Bieberer Berg (8 274 spett.)\| Arbitro: \| Perl \| |
| Arbitro:                                                      | Perl              |               |           |                                                               |

| Arbitro: | Achmüller |

|  |           |           |
|  | Marcatori | 84’ Mesic |

| Arbitro: | Steinberg |

|  |           |                             |
|  | Marcatori | 50’ Heidinger 55’ Jovanović |

| Arbitro: | Kircher |

|            |           |  |
| Villar 88’ | Marcatori |  |

| Arbitro: | Blos |

|  |           |                           |
|  | Marcatori | 8’, 65’ Müller 62’ Öztürk |

| Arbitro: | Fischer |

|            |           |           |
| Schmid 44’ | Marcatori | 15’ Huber |

| Offenbach am Main 9 maggio 2009, ore 14:00 CEST 35ª giornata | Kickers Offenbach | 0 – 0 referto | Erzgebirge Aue | Stadion am Bieberer Berg (5 105 spett.)\| Arbitro: \| Benedum \| |
| Arbitro:                                                     | Benedum           |               |                |                                                                  |

| Arbitro: | Valentin |

|            |           |         |
| Semmer 68’ | Marcatori | 9’ Haas |

| Offenbach am Main 16 maggio 2009, ore 13:30 CEST 37ª giornata | Kickers Offenbach | 0 – 0 referto | Kickers Emden | Stadion am Bieberer Berg (5 014 spett.)\| Arbitro: \| Walz \| |
| Arbitro:                                                      | Walz              |               |               |                                                               |

| Arbitro: | Kuhl |

|           |           |              |
| Ekici 11’ | Marcatori | 19’ Albayrak |

### Coppa di Germania
| Arbitro: | Walz |

|           |           |  |
| Baier 13’ | Marcatori |  |

| Arbitro: | Seemann |

|  |           |                           |
|  | Marcatori | 45’ Iashvili 58’ Porcello |

## Statistiche

### Statistiche di squadra
| Competizione      | Punti | In casa | In casa | In casa | In casa | In casa | In casa | In trasferta | In trasferta | In trasferta | In trasferta | In trasferta | In trasferta | Totale | Totale | Totale | Totale | Totale | Totale | DR |
| Competizione      | Punti | G       | V       | N       | P       | Gf      | Gs      | G            | V            | N            | P            | Gf           | Gs           | G      | V      | N      | P      | Gf     | Gs     | DR |
| ----------------- | ----- | ------- | ------- | ------- | ------- | ------- | ------- | ------------ | ------------ | ------------ | ------------ | ------------ | ------------ | ------ | ------ | ------ | ------ | ------ | ------ | -- |
| 3. Liga           | 52    | 19      | 9       | 7       | 3       | 25      | 14      | 19           | 3            | 9            | 7            | 15           | 21           | 38     | 12     | 16     | 10     | 40     | 35     | +5 |
| Coppa di Germania | -     | 2       | 1       | 0       | 1       | 1       | 2       | 0            | 0            | 0            | 0            | 0            | 0            | 2      | 1      | 0      | 1      | 1      | 2      | -1 |
| Totale            | 52    | 21      | 10      | 7       | 4       | 26      | 16      | 19           | 3            | 9            | 7            | 15           | 21           | 40     | 13     | 16     | 11     | 41     | 37     | +4 |

### Andamento in campionato
| Giornata  | 1  | 2 | 3 | 4  | 5  | 6  | 7  | 8  | 9  | 10 | 11 | 12 | 13 | 14 | 15 | 16 | 17 | 18 | 19 | 20 | 21 | 22 | 23 | 24 | 25 | 26 | 27 | 28 | 29 | 30 | 31 | 32 | 33 | 34 | 35 | 36 | 37 | 38 |
| --------- | -- | - | - | -- | -- | -- | -- | -- | -- | -- | -- | -- | -- | -- | -- | -- | -- | -- | -- | -- | -- | -- | -- | -- | -- | -- | -- | -- | -- | -- | -- | -- | -- | -- | -- | -- | -- | -- |
| Luogo     | T  | C | C | T  | C  | T  | C  | T  | C  | T  | C  | T  | C  | T  | C  | T  | C  | T  | C  | C  | T  | T  | C  | T  | C  | T  | C  | T  | C  | T  | C  | T  | C  | T  | C  | T  | C  | T  |
| Risultato | N  | V | N | P  | N  | P  | V  | N  | V  | N  | V  | P  | V  | V  | N  | P  | N  | N  | V  | V  | N  | P  | P  | N  | V  | V  | V  | P  | N  | V  | P  | P  | P  | N  | N  | N  | N  | N  |
| Posizione | 11 | 4 | 5 | 11 | 11 | 13 | 10 | 12 | 10 | 11 | 8  | 9  | 7  | 5  | 5  | 8  | 8  | 8  | 7  | 5  | 7  | 7  | 8  | 8  | 7  | 6  | 5  | 7  | 6  | 5  | 7  | 7  | 7  | 7  | 7  | 7  | 7  | 7  |

Legenda:

Luogo: C = Casa; T = Trasferta. Risultato: V = Vittoria; N = Pareggio; P = Sconfitta.

### Statistiche dei giocatori
| Giocatore      | 3. Liga  | 3. Liga | 3. Liga     | 3. Liga    | Coppa di Germania | Coppa di Germania | Coppa di Germania | Coppa di Germania | Totale   | Totale | Totale      | Totale     |
| Giocatore      | Presenze | Reti    | Ammonizioni | Espulsioni | Presenze          | Reti              | Ammonizioni       | Espulsioni        | Presenze | Reti   | Ammonizioni | Espulsioni |
| -------------- | -------- | ------- | ----------- | ---------- | ----------------- | ----------------- | ----------------- | ----------------- | -------- | ------ | ----------- | ---------- |
| U. Albayrak    | 17       | 2       | 1           | 0          | 0                 | 0                 | 0                 | 0                 | 17       | 2      | 1           | 0          |
| B. Baier       | 13       | 1       | 2           | 0          | 2                 | 1                 | 1                 | 0                 | 15       | 2      | 3           | 0          |
| N. Banouas     | 9        | 0       | 1           | 0          | 2                 | 0                 | 0                 | 0                 | 11       | 0      | 1           | 0          |
| S. Becker      | 24       | 0       | 8           | 0          | 1                 | 0                 | 0                 | 0                 | 25       | 0      | 8           | 0          |
| K. Boysen      | 1        | 0       | 0           | 0          | 0                 | 0                 | 0                 | 0                 | 1        | 0      | 0           | 0          |
| F. Brighache   | 14       | 0       | 1           | 0          | 0                 | 0                 | 0                 | 0                 | 14       | 0      | 1           | 0          |
| M. Chaftar     | 14       | 0       | 1           | 0          | 0                 | 0                 | 0                 | 0                 | 14       | 0      | 1           | 0          |
| D. Damm        | 23       | 0       | 3           | 0          | 1                 | 0                 | 0                 | 0                 | 24       | 0      | 3           | 0          |
| D. Endres      | 0        | 0       | 0           | 0          | 0                 | 0                 | 0                 | 0                 | 0        | 0      | 0           | 0          |
| C. Fröhlich    | 34       | 1       | 7           | 0          | 2                 | 0                 | 0                 | 0                 | 36       | 1      | 7           | 0          |
| D. Goldschmitt | 2        | 0       | 0           | 0          | 1                 | 0                 | 1                 | 0                 | 3        | 0      | 1           | 0          |
| S. Haas        | 35       | 5       | 4           | 0          | 2                 | 0                 | 0                 | 0                 | 37       | 5      | 4           | 0          |
| M. Heitmeier   | 27       | 0       | 6           | 0          | 0                 | 0                 | 0                 | 0                 | 27       | 0      | 6           | 0          |
| A. Huber       | 37       | 1       | 4           | 0          | 2                 | 0                 | 0                 | 0                 | 39       | 1      | 4           | 0          |
| M. Hyský       | 38       | 1       | 2           | 0          | 2                 | 0                 | 0                 | 0                 | 40       | 1      | 2           | 0          |
| G. Impis       | 0        | 0       | 0           | 0          | 0                 | 0                 | 0                 | 0                 | 0        | 0      | 0           | 0          |
| M. Kokocinski  | 18       | 1       | 2           | 0          | 2                 | 0                 | 0                 | 0                 | 20       | 1      | 2           | 0          |
| D. Malura      | 11       | 0       | 2           | 0          | 2                 | 0                 | 0                 | 0                 | 13       | 0      | 2           | 0          |
| M. Mesic       | 29       | 5       | 6           | 0          | 2                 | 0                 | 0                 | 0                 | 31       | 5      | 6           | 0          |
| M. Morys       | 29       | 4       | 4           | 0          | 1                 | 0                 | 0                 | 0                 | 30       | 4      | 4           | 0          |
| C. Pospischil  | 22       | 1       | 3           | 0          | 0                 | 0                 | 0                 | 0                 | 22       | 1      | 3           | 0          |
| S. Rode        | 2        | 0       | 0           | 0          | 0                 | 0                 | 0                 | 0                 | 2        | 0      | 0           | 0          |
| M. Schutzbach  | 12       | 0       | 1           | 0          | 0                 | 0                 | 0                 | 0                 | 12       | 0      | 1           | 0          |
| T. Tosunoğlu   | 27       | 9       | 4           | 0          | 2                 | 0                 | 1                 | 0                 | 29       | 9      | 5           | 0          |
| S. Türker      | 15       | 1       | 2           | 0          | 0                 | 0                 | 0                 | 0                 | 15       | 1      | 2           | 0          |
| T. Wiener      | 0        | 0       | 0           | 0          | 0                 | 0                 | 0                 | 0                 | 0        | 0      | 0           | 0          |
| R. Wulnikowski | 38       | 0       | 0           | 0          | 2                 | 0                 | 0                 | 0                 | 40       | 0      | 0           | 0          |
| S. Zinnow      | 38       | 8       | 3           | 0          | 2                 | 0                 | 0                 | 0                 | 40       | 8      | 3           | 0          |